# Namibia Tourism Expo

Die Namibia Tourism Expo (NTE) ist eine Tourismusmesse in Namibia. Sie gilt nach der Windhoek Show und der Handelsmesse Ongwediva als größte Messe des Landes.
Die NTE wird seit 1999 jährlich im Juni von der afrikaanssprachigen Tageszeitung Die Republikein mit Unterstützung des Namibia Tourism Board organisiert und findet über einen Zeitraum von vier Tagen auf den Windhoek Show Grounds in Windhoek statt. 2020 soll diese erstmals auf dem Gelände des SK Windhoek organisiert werden.
Der Schwerpunkt der Messe liegt auf Reisen im Südlichen Afrika mit Schwerpunkt der Förderung des Lokaltourismus in Namibia. Teil der Ausstellung ist zudem eine Automesse mit dem Namen „Bank Windhoek - Republikein Motor Show“.

## Statistiken
| Jahr | Aussteller | Besucher |
| ---- | ---------- | -------- |
| 2007 | 289        | 13.388   |
| 2008 | 301 ▲      | 15.301 ▲ |
| 2009 | 368 ▲      | 14.435 ▼ |
| 2010 | 462 ▲      | 18.798 ▲ |
| 2011 | 500 ▲      | 18.985 ▲ |
| 2012 | 475 ▼      | 19.518 ▲ |
| 2013 | 500 ▲      | 18.549 ▼ |
| 2014 | 250 ▼      | 22.156 ▲ |
| 2015 |            | 22.033 ▼ |
| 2016 |            | 22.773 ▲ |
| 2017 |            | 20.999 ▼ |
| 2018 |            | 19.023 ▼ |
| 2019 | 200+       | 17.216 ▼ |
| 2020 | 100 ▼      |          |
| 2021 |            |          |
| 2022 |            | 6.053    |